# ワシントン郡区 (アイオワ州アダムズ郡)
ワシントン郡区は、アメリカ合衆国、アイオワ州、アダムズ郡にある12の郡区の一つである。2000年の国勢調査で、人口は152人だった。

## 地理
ワシントン郡区は、92.1平方キロメートル（35.55平方マイル)で、組み込まれた自治体(incorporated settlements)は存在しない。
アメリカ地質調査所によると、この郡区はForest HillとHomanとMount EtnaとOld Mount Etnaの4つの霊園が含まれている。